# Robert I. (Artois)

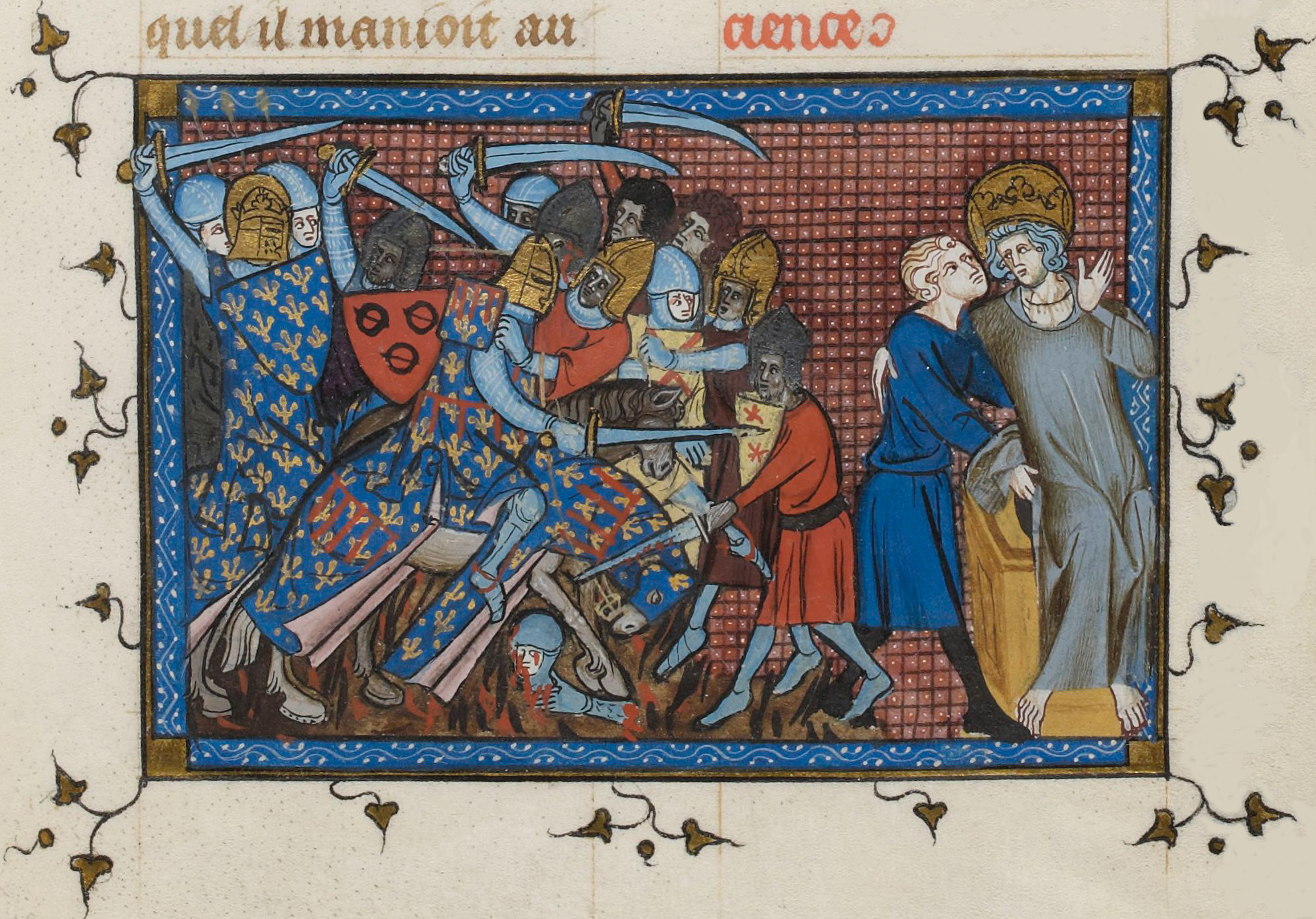
Robert von Artois (zu erkennen am roten Turnierkragen im Wappen) fällt in der Schlacht von al-Mansura. Daneben sein trauernder Bruder, der heilige Ludwig. Miniatur aus dem 14. Jahrhundert.

Robert I., genannt der Tapfere (* vermutlich 17. September 1216; † 8. Februar 1250 in der Schlacht von al-Mansura), war von 1237 bis 1250 ein Graf von Artois. Er war der Stammvater des Hauses Artois.
Robert war der zweite von insgesamt vier das Erwachsenenalter erreichenden Söhnen König Ludwigs VIII. des Löwen († 1226) und von dessen Ehefrau Blanka von Kastilien († 1252). Sein älterer Bruder war der König und spätere Heilige Ludwig IX. (1214–1270), seine jüngeren Brüder waren Alfons von Poitiers (1220–1271) und Karl von Anjou (1226–1285).

## Leben
Trotz seines unbeschwerten Charakters und seiner ritterlichen Gesinnung galt Robert als Lieblingsbruder König Ludwigs IX., der eher das Leben eines Mönches führte. Entsprechend dem Willen seines Vaters wurde Robert von seinem Bruder 1237 in den Ritterstand erhoben und mit der Grafschaft Artois sowie den Herrschaften Saint-Omer, Aire-sur-la-Lys, Hesdin, Bapaume, Lens und Poissy (dem Geburtsort des heiligen Ludwig) belehnt. Im selben Jahr heiratete Robert am 14. Juni in Compiègne Mathilde von Brabant († 1288), eine Tochter des Herzogs Heinrich II. von Brabant und der Maria von Staufen. Über ihre Mutter war Mathilde eine Cousine des Kaisers Friedrich II., zu dem die Beziehungen durch diese Hochzeit gefestigt werden sollten. Im Jahr 1240 weigerte er sich, einem Wunsch von Papst Gregor IX. nachzukommen und für den deutschen Thron als Gegner der Staufer zu kandidieren.
Nachdem es zwischen seinem Bruder und dem König Theobald I. von Navarra, der auch Graf der Champagne war, zu Streitigkeiten gekommen war, fand im Juni 1236 im Schloss Vincennes ein Friedensgespräch zwischen den beiden Königen statt. Dabei hatte Robert aus einem Fenster des Schlosses eine Schüssel voll Quark auf den Kopf des Königs von Navarra geworfen, worüber sein Bruder sehr erbost war. Angeblich war Robert eifersüchtig auf den König von Navarra, der seine Zuneigung zu Roberts Mutter offen besang.
1239 trug Robert gemeinsam mit seinem Bruder, barfuß und in einem Büßerhemd gekleidet, die Dornenkrone in einer Prozession von Villeneuve-l’Archevêque nach Paris.
Robert begleitete seinen Bruder 1248 auf den sechsten Kreuzzug nach Ägypten, für dessen katastrophales Scheitern er maßgeblich mitverantwortlich war. Er schrieb nach der Einnahme von Damiette im Juni 1249 einen in Latein verfassten Brief an seine Mutter, in dem er den bisherigen Kreuzzugverlauf schilderte. Aber im Gegensatz zu den Briefen des Jean de Beaumont und des Jean Sarrasin bieten seine oberflächlich gehaltenen Beschreibungen nur einen geringen Informationsgehalt. Anschließend marschierte das Kreuzfahrerheer Richtung Kairo, nur die Stadt al-Mansura blockierte ihnen den Weg und musste daher genommen werden. Am 8. Februar 1250 überquerte das Heer den Nilarm Bar as-Saghir, um an das Ufer vor der Stadt zu gelangen. Robert führte dabei die aus den Tempelrittern und einem französisch-englischen Kontingent bestehende Vorhut. Am anderen Flussufer angekommen, schlug er ein ägyptisches Heer in die Flucht, das die Stadt mit offenen Toren zurückgelassen und scheinbar aufgegeben hatte. Entgegen den Warnrufen seines Bruders, der noch das Hauptheer über den Nil führte, und der Ermahnungen des Tempelgroßmeisters Guillaume de Sonnac entschied sich Robert für einen sofortigen Angriff auf die Stadt im Glauben, sie im Handstreich einnehmen zu können. Robert lief aber in eine Falle der Elitekrieger der Mameluken unter ihrem Anführer Baibars al-Bunduqdari, welche die Tore nach dem Einfall der Kreuzritter verschlossen und sie in den engen Straßen der Stadt in einen Nahkampf verwickelten. Robert und nahezu die gesamte Vorhut wurden in der Stadt getötet, von ca. 280 Rittern überlebten nicht mehr als fünf, darunter der schwerverletzte Tempelgroßmeister.
Ludwig IX. unternahm später erfolglos den Versuch, seinen Bruder und alle anderen am 8. Februar 1250 gefallenen Kreuzritter vom Papst als Märtyrer anerkennen zu lassen. Der Kreuzzugslegat Odo von Châteauroux verfasste einen Sermon auf seinen Tod.
Wegen seines persönlichen Interesses für die geographische Beschaffenheit der Erde, gab Robert im Jahr 1246 bei Gautier de Metz das Prosawerk l'image du Monde (das Aussehen der Welt) in Auftrag.

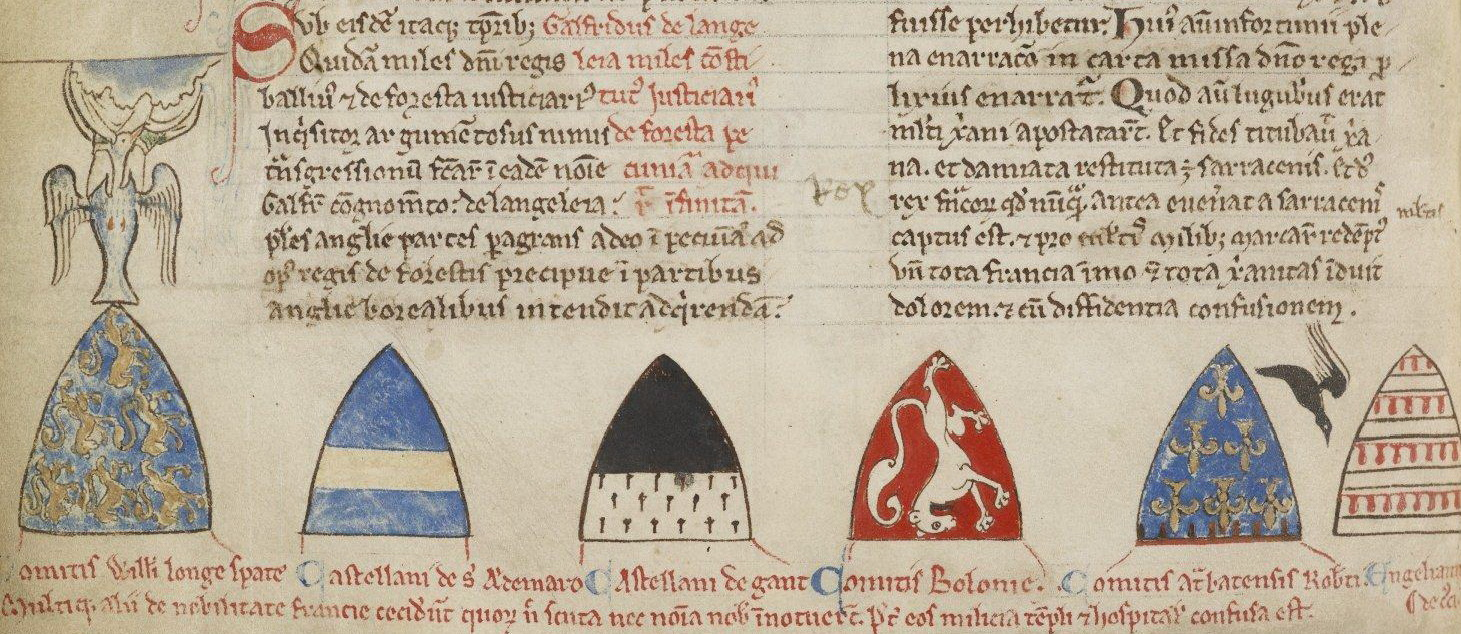
Matthäus Paris notierte in seiner Historia Anglorum (13. Jahrhundert) einige bei al-Mansura gefallene Kreuzritter mit ihren Wappen. Neben dem Wappen des Robert von Artois (zweites von rechts) zeichnete er einen fallenden schwarzen Vogel, während das Wappen des englischen Ritters William Longespée (links außen) von einer weißen Taube getragen und von göttlichen Händen geleitet in den Himmel aufsteigt.

## Vorfahren
| Ludwig VII. der Jüngere (1120–1180) | Ludwig VII. der Jüngere (1120–1180) | Ludwig VII. der Jüngere (1120–1180) | Ludwig VII. der Jüngere (1120–1180) | Ludwig VII. der Jüngere (1120–1180) | Ludwig VII. der Jüngere (1120–1180) |                                |                                | Adele von Champagne (1140–1206) | Adele von Champagne (1140–1206) | Adele von Champagne (1140–1206) | Adele von Champagne (1140–1206) | Adele von Champagne (1140–1206)   | Adele von Champagne (1140–1206)   |                                   |                                   | Balduin V. von Hennegau (1150–1195) | Balduin V. von Hennegau (1150–1195) | Balduin V. von Hennegau (1150–1195) | Balduin V. von Hennegau (1150–1195) | Balduin V. von Hennegau (1150–1195) | Balduin V. von Hennegau (1150–1195) |                                   |                                   | Margarete I. von Flandern (1145–1194) | Margarete I. von Flandern (1145–1194) | Margarete I. von Flandern (1145–1194) | Margarete I. von Flandern (1145–1194) | Margarete I. von Flandern (1145–1194) | Margarete I. von Flandern (1145–1194) |  |  | Sancho III. von Kastilien (1133–1158) | Sancho III. von Kastilien (1133–1158) | Sancho III. von Kastilien (1133–1158) | Sancho III. von Kastilien (1133–1158) | Sancho III. von Kastilien (1133–1158)  | Sancho III. von Kastilien (1133–1158)  |                                        |                                        | Blanka von Navarra (?–1157)            | Blanka von Navarra (?–1157)            | Blanka von Navarra (?–1157) | Blanka von Navarra (?–1157) | Blanka von Navarra (?–1157)      | Blanka von Navarra (?–1157)      |                                  |                                  | Heinrich II. Plantagenet (1133–1189) | Heinrich II. Plantagenet (1133–1189) | Heinrich II. Plantagenet (1133–1189) | Heinrich II. Plantagenet (1133–1189) | Heinrich II. Plantagenet (1133–1189) | Heinrich II. Plantagenet (1133–1189) |                                  |                                  | Eleonore von Aquitanien (1122–1204) | Eleonore von Aquitanien (1122–1204) | Eleonore von Aquitanien (1122–1204) | Eleonore von Aquitanien (1122–1204) | Eleonore von Aquitanien (1122–1204) | Eleonore von Aquitanien (1122–1204) |
| Ludwig VII. der Jüngere (1120–1180) | Ludwig VII. der Jüngere (1120–1180) | Ludwig VII. der Jüngere (1120–1180) | Ludwig VII. der Jüngere (1120–1180) | Ludwig VII. der Jüngere (1120–1180) | Ludwig VII. der Jüngere (1120–1180) |                                |                                | Adele von Champagne (1140–1206) | Adele von Champagne (1140–1206) | Adele von Champagne (1140–1206) | Adele von Champagne (1140–1206) | Adele von Champagne (1140–1206)   | Adele von Champagne (1140–1206)   |                                   |                                   | Balduin V. von Hennegau (1150–1195) | Balduin V. von Hennegau (1150–1195) | Balduin V. von Hennegau (1150–1195) | Balduin V. von Hennegau (1150–1195) | Balduin V. von Hennegau (1150–1195) | Balduin V. von Hennegau (1150–1195) |                                   |                                   | Margarete I. von Flandern (1145–1194) | Margarete I. von Flandern (1145–1194) | Margarete I. von Flandern (1145–1194) | Margarete I. von Flandern (1145–1194) | Margarete I. von Flandern (1145–1194) | Margarete I. von Flandern (1145–1194) |  |  | Sancho III. von Kastilien (1133–1158) | Sancho III. von Kastilien (1133–1158) | Sancho III. von Kastilien (1133–1158) | Sancho III. von Kastilien (1133–1158) | Sancho III. von Kastilien (1133–1158)  | Sancho III. von Kastilien (1133–1158)  |                                        |                                        | Blanka von Navarra (?–1157)            | Blanka von Navarra (?–1157)            | Blanka von Navarra (?–1157) | Blanka von Navarra (?–1157) | Blanka von Navarra (?–1157)      | Blanka von Navarra (?–1157)      |                                  |                                  | Heinrich II. Plantagenet (1133–1189) | Heinrich II. Plantagenet (1133–1189) | Heinrich II. Plantagenet (1133–1189) | Heinrich II. Plantagenet (1133–1189) | Heinrich II. Plantagenet (1133–1189) | Heinrich II. Plantagenet (1133–1189) |                                  |                                  | Eleonore von Aquitanien (1122–1204) | Eleonore von Aquitanien (1122–1204) | Eleonore von Aquitanien (1122–1204) | Eleonore von Aquitanien (1122–1204) | Eleonore von Aquitanien (1122–1204) | Eleonore von Aquitanien (1122–1204) |
|                                     |                                     |                                     |                                     |                                     |                                     |                                |                                |                                 |                                 |                                 |                                 |                                   |                                   |                                   |                                   |                                     |                                     |                                     |                                     |                                     |                                     |                                   |                                   |                                       |                                       |                                       |                                       |                                       |                                       |  |  |                                       |                                       |                                       |                                       |                                        |                                        |                                        |                                        |                                        |                                        |                             |                             |                                  |                                  |                                  |                                  |                                      |                                      |                                      |                                      |                                      |                                      |                                  |                                  |                                     |                                     |                                     |                                     |                                     |                                     |
|                                     |                                     |                                     |                                     | Philipp II. August (1165–1223)      | Philipp II. August (1165–1223)      | Philipp II. August (1165–1223) | Philipp II. August (1165–1223) | Philipp II. August (1165–1223)  | Philipp II. August (1165–1223)  |                                 |                                 |                                   |                                   |                                   |                                   |                                     |                                     |                                     |                                     | Isabelle von Hennegau (1170–1190)   | Isabelle von Hennegau (1170–1190)   | Isabelle von Hennegau (1170–1190) | Isabelle von Hennegau (1170–1190) | Isabelle von Hennegau (1170–1190)     | Isabelle von Hennegau (1170–1190)     |                                       |                                       |                                       |                                       |  |  |                                       |                                       |                                       |                                       | Alfons VIII. von Kastilien (1155–1214) | Alfons VIII. von Kastilien (1155–1214) | Alfons VIII. von Kastilien (1155–1214) | Alfons VIII. von Kastilien (1155–1214) | Alfons VIII. von Kastilien (1155–1214) | Alfons VIII. von Kastilien (1155–1214) |                             |                             |                                  |                                  |                                  |                                  |                                      |                                      |                                      |                                      | Eleonore Plantagenet (1161–1214)     | Eleonore Plantagenet (1161–1214)     | Eleonore Plantagenet (1161–1214) | Eleonore Plantagenet (1161–1214) | Eleonore Plantagenet (1161–1214)    | Eleonore Plantagenet (1161–1214)    |                                     |                                     |                                     |                                     |
|                                     |                                     |                                     |                                     | Philipp II. August (1165–1223)      | Philipp II. August (1165–1223)      | Philipp II. August (1165–1223) | Philipp II. August (1165–1223) | Philipp II. August (1165–1223)  | Philipp II. August (1165–1223)  |                                 |                                 |                                   |                                   |                                   |                                   |                                     |                                     |                                     |                                     | Isabelle von Hennegau (1170–1190)   | Isabelle von Hennegau (1170–1190)   | Isabelle von Hennegau (1170–1190) | Isabelle von Hennegau (1170–1190) | Isabelle von Hennegau (1170–1190)     | Isabelle von Hennegau (1170–1190)     |                                       |                                       |                                       |                                       |  |  |                                       |                                       |                                       |                                       | Alfons VIII. von Kastilien (1155–1214) | Alfons VIII. von Kastilien (1155–1214) | Alfons VIII. von Kastilien (1155–1214) | Alfons VIII. von Kastilien (1155–1214) | Alfons VIII. von Kastilien (1155–1214) | Alfons VIII. von Kastilien (1155–1214) |                             |                             |                                  |                                  |                                  |                                  |                                      |                                      |                                      |                                      | Eleonore Plantagenet (1161–1214)     | Eleonore Plantagenet (1161–1214)     | Eleonore Plantagenet (1161–1214) | Eleonore Plantagenet (1161–1214) | Eleonore Plantagenet (1161–1214)    | Eleonore Plantagenet (1161–1214)    |                                     |                                     |                                     |                                     |
|                                     |                                     |                                     |                                     |                                     |                                     |                                |                                |                                 |                                 |                                 |                                 |                                   |                                   |                                   |                                   |                                     |                                     |                                     |                                     |                                     |                                     |                                   |                                   |                                       |                                       |                                       |                                       |                                       |                                       |  |  |                                       |                                       |                                       |                                       |                                        |                                        |                                        |                                        |                                        |                                        |                             |                             |                                  |                                  |                                  |                                  |                                      |                                      |                                      |                                      |                                      |                                      |                                  |                                  |                                     |                                     |                                     |                                     |                                     |                                     |
|                                     |                                     |                                     |                                     |                                     |                                     |                                |                                |                                 |                                 |                                 |                                 | Ludwig VIII. der Löwe (1187–1226) | Ludwig VIII. der Löwe (1187–1226) | Ludwig VIII. der Löwe (1187–1226) | Ludwig VIII. der Löwe (1187–1226) | Ludwig VIII. der Löwe (1187–1226)   | Ludwig VIII. der Löwe (1187–1226)   |                                     |                                     |                                     |                                     |                                   |                                   |                                       |                                       |                                       |                                       |                                       |                                       |  |  |                                       |                                       |                                       |                                       |                                        |                                        |                                        |                                        |                                        |                                        |                             |                             | Blanka von Kastilien (1188–1252) | Blanka von Kastilien (1188–1252) | Blanka von Kastilien (1188–1252) | Blanka von Kastilien (1188–1252) | Blanka von Kastilien (1188–1252)     | Blanka von Kastilien (1188–1252)     |                                      |                                      |                                      |                                      |                                  |                                  |                                     |                                     |                                     |                                     |                                     |                                     |
|                                     |                                     |                                     |                                     |                                     |                                     |                                |                                |                                 |                                 |                                 |                                 | Ludwig VIII. der Löwe (1187–1226) | Ludwig VIII. der Löwe (1187–1226) | Ludwig VIII. der Löwe (1187–1226) | Ludwig VIII. der Löwe (1187–1226) | Ludwig VIII. der Löwe (1187–1226)   | Ludwig VIII. der Löwe (1187–1226)   |                                     |                                     |                                     |                                     |                                   |                                   |                                       |                                       |                                       |                                       |                                       |                                       |  |  |                                       |                                       |                                       |                                       |                                        |                                        |                                        |                                        |                                        |                                        |                             |                             | Blanka von Kastilien (1188–1252) | Blanka von Kastilien (1188–1252) | Blanka von Kastilien (1188–1252) | Blanka von Kastilien (1188–1252) | Blanka von Kastilien (1188–1252)     | Blanka von Kastilien (1188–1252)     |                                      |                                      |                                      |                                      |                                  |                                  |                                     |                                     |                                     |                                     |                                     |                                     |
|                                     |                                     |                                     |                                     |                                     |                                     |                                |                                |                                 |                                 |                                 |                                 |                                   |                                   |                                   |                                   |                                     |                                     |                                     |                                     |                                     |                                     |                                   |                                   |                                       |                                       |                                       |                                       |                                       |                                       |  |  |                                       |                                       |                                       |                                       |                                        |                                        |                                        |                                        |                                        |                                        |                             |                             |                                  |                                  |                                  |                                  |                                      |                                      |                                      |                                      |                                      |                                      |                                  |                                  |                                     |                                     |                                     |                                     |                                     |                                     |
|                                     |                                     |                                     |                                     |                                     |                                     |                                |                                |                                 |                                 |                                 |                                 |                                   |                                   |                                   |                                   |                                     |                                     |                                     |                                     |                                     |                                     |                                   |                                   |                                       |                                       |                                       |                                       | Robert I. von Artois (1216–1250)      |                                       |  |  |                                       |                                       |                                       |                                       |                                        |                                        |                                        |                                        |                                        |                                        |                             |                             |                                  |                                  |                                  |                                  |                                      |                                      |                                      |                                      |                                      |                                      |                                  |                                  |                                     |                                     |                                     |                                     |                                     |                                     |

## Nachfahren
Robert und Mathilde von Brabant hatten zwei Kinder:
- Blanche (1248–1302)
  - ⚭ 1269 mit König Heinrich I. von Navarra († 1274)
  - ⚭ 1276 mit Edmund Crouchback († 1296) Earl of Lancaster, Cornwall und Leicester
- Robert II. (1250–1302), Graf von Artois